# さよなら宗谷
「さよなら宗谷」は、1978年8月にリリースされた春日八郎のシングル。

## 概要
日本における初代「南極観測船」を務めた海上保安庁の巡視船「宗谷」が退役した年に発売され、同年9月2日に青森港で行われた「サヨナラ宗谷船内公開見学会」では春日が一日船長を務め、この歌を歌唱した。同年の「第29回NHK紅白歌合戦」でも歌唱されたが、歌う前に後継船の「ふじ」艦内に電話がつながった。

## 収録曲
1. さよなら宗谷
  - 作詞:喜多條忠／作曲:中山大三郎／編曲:高田弘
2. 海に歌えば
  - 作詞:喜多條忠／作曲:中山大三郎／編曲:高田弘